# Макс Валлер
Макс Валлер (фр. Max Waller; настоящие имя и фамилия Морис Варломон (Maurice Warlomont); 24 февраля 1860, Брюссель — 6 марта 1889, Брюссель) — бельгийский литературный критик и поэт.

## Биография
Макс Валлер родился в еврейской семье, в столице Бельгии городе Брюсселе. Учился в Лёвенском и Брюссельском университетах, затем слушал лекции в Бонне. За время своего пребывания в Германии Валлер основательно ознакомился с немецким романтизмом, под влиянием которого находился всю последующую жизнь.
Валлер известен главным образом как литературный деятель, объединивший молодых бельгийских писателей в журнале «Молодая Бельгия» (La jeune Belgique); под этим названием стал выходить с 1 декабря 1881 года реорганизованный им журнал «Молодое обозрение» (La revue jeune) Альбера Бованса. Валлер повёл борьбу с засильем любительства и академизма в бельгийской литературе. Он устраивал лекции, доклады, вечера новой поэзии, организовал ряд литературных кружков и пр. К нему быстро примкнули наиболее видные впоследствии писатели и поэты, как Камиль Лемонье, Жорж Экаут, Фернан Северен, Альбер Жиро, Иван Жилькен и другие.
Помимо критических статей, направленных против академиков, как Гиманс, Шарль Потвен и других, Валлер написал рассказы: «L’amour fantasque» (1883), «Le Baiser» (1883), «La vie bête» (1883), «Lysiane de Lysias» (1885), «Daisy» (1892); выступал как драматург с двумя пьесами: «Jeanne Bijou» (1886), «Poison» (1888), и как поэт — сборником «La flûte à Siebel» (1891).
Макс Валлер умер 6 марта 1889 года в родном городе.
Изображен на бельгийской почтовой марке 1981 года.